# La Laja, Axtla de Terrazas
La Laja är en ort i Mexiko.   Den ligger i kommunen Axtla de Terrazas och delstaten San Luis Potosí, i den centrala delen av landet, 230 km norr om huvudstaden Mexico City. La Laja ligger 98 meter över havet och antalet invånare är 121.
Terrängen runt La Laja är kuperad västerut, men österut är den platt. Runt La Laja är det ganska tätbefolkat, med 100 invånare per kvadratkilometer. Närmaste större samhälle är Tampacan, 17,1 km sydost om La Laja. I omgivningarna runt La Laja växer huvudsakligen savannskog.